# Ancistrus hoplogenys
Ancistrus hoplogenys és una espècie de peix de la família dels loricàrids i de l'ordre dels siluriformes.

## Morfologia
Els mascles poden assolir els 15,8 cm de longitud total.

## Distribució geogràfica
Es troba a Sud-amèrica: conques dels rius Amazones, Essequibo i Paraguai. També és present a Surinam.